# Ouaka (Fluss)
Der Ouaka ist ein Fluss in der Zentralafrikanischen Republik.

## Verlauf
Der Nebenfluss des Ubangi befindet sich in der Präfektur Ouaka. Er durchfließt die Stadt Bambari. Die Angaben bezüglich seiner Länge sind unterschiedlich. Sie werden mit 611 km und etwa 550 km beziffert.

## Nebenflüsse
- Ngou-Mbourou
- Bakéta
- Youhamba
- Baidou

## Hydrometrie
Durchschnittliche monatliche Durchströmung des Ouaka, gemessen an der hydrologischen Station in Bambari, etwa 230 km oberhalb der Mündung in den Ubangi in m³/s (1952–1976).